# غلام دستگیر آزاد
غلام دستگیر آزاد (زادهٔ ۱۳۲۹) سیاستمدار اهل افغانستان است که از سال ۱۳۸۴ تا ۱۳۸۹ والی ولایت نیمروز بوده است.
آزاد در سال ۱۳۸۷ از یک حملهٔ انتحاری جان سالم به در برد. در این حمله دو نفر از محافظان وی کشته شدند.